# (29186) Lake Tekapo
(29186) Lake Tekapo est un astéroïde de la ceinture principale.

## Description
(29186) Lake Tekapo est un astéroïde de la ceinture principale. Il fut découvert le 26 octobre 1990 à Geisei par Tsutomu Seki. Il présente une orbite caractérisée par un demi-grand axe de 2,41 UA, une excentricité de 0,05 et une inclinaison de 7,3° par rapport à l'écliptique.

## Compléments